# Pfarrkirche Tieschen

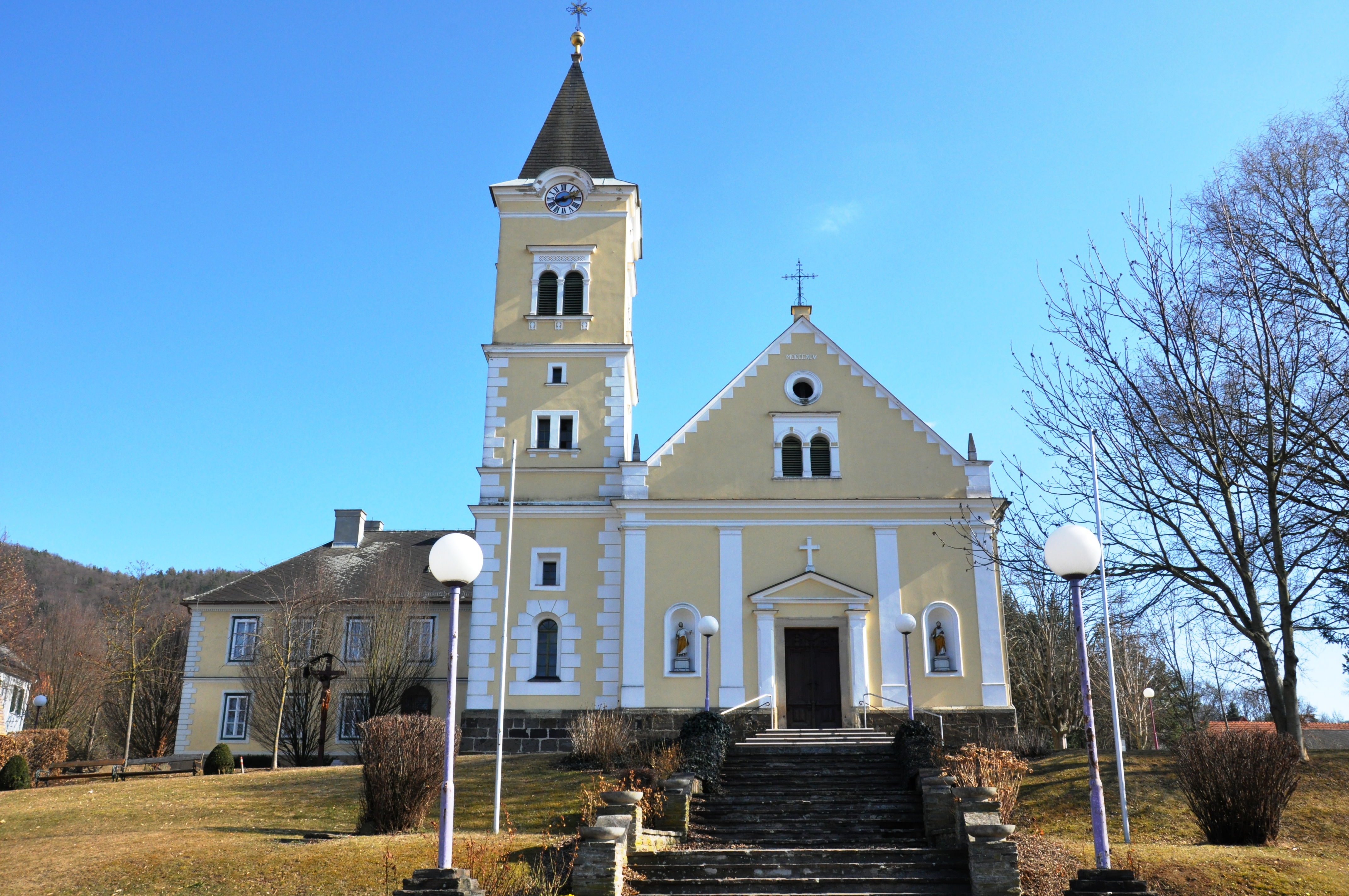
Pfarrkirche hl. Dreifaltigkeit

Die römisch-katholische Pfarrkirche Heiligste Dreifaltigkeit in Tieschen ist die Hauptkirche der römisch-katholischen Pfarre Tieschen. Sie steht auf einer Hangterrasse im Ort Tieschen in der Marktgemeinde Tieschen in der südöstlichen Steiermark. Die Pfarre gehört zum Seelsorgeraum Mureck der Region Südoststeiermark in der Diözese Graz-Seckau. Die Kirche steht unter Denkmalschutz.

## Geschichte
Bereits 1770 versuchte die Kommende des Malteserordens in Fürstenfeld, eine Pfarre in Patzen bei Tieschen zu errichten, was jedoch verhindert wurde. 1785/86, zur Zeit der Kirchenreformen Kaiser Josephs II., war eine Pfarre in Größing bei Tieschen geplant, was jedoch vom geistlichen Kommissar wegen der hohen Kosten als nicht notwendig angesehen wurde und daher nicht zustande kam.
1862 bewilligte das Fürstbischöfliche Ordinariat Seckau den Bau einer Kapelle in Tieschen, die 1863 benediziert wurde. Für die Pfarrerrichtung strebte man ab 1894 den Bau einer größeren Kirche an. Weil die alte Kapelle im Ausmaß von 13 × 6 m mit Sakristei und Turm als erhaltenswert angesehen wurde, ließ man diese bestehen und baute 1895 daran ein Langhaus an. Die seelsorgliche Betreuung wurde mit den Franziskanern geklärt, sodass bis 1898 der Zubau eines Klostertraktes direkt an die Kirche erfolgte. Am 6. September 1899 vollzog der Seckauer Bischof Leopold Schuster die feierliche Kirchweihe. Mit 1. Juni 1902 wurde Tieschen zur Pfarre und die Kirche damit zur Pfarrkirche erhoben.
Von 1898 bis 2011 betreuten Patres des Franziskanerordens Tieschen. Seit 2011 wird die Pfarre von Priestern der Diözese Graz-Seckau betreut.
Bis 2020 gehörte Tieschen zum Dekanat Radkersburg in der Diözese Graz-Seckau. Seit 2020 bilden die neun Pfarren Bad Radkersburg, Deutsch-Goritz, Halbenrain, Kapfenstein, Klöch, Mureck, St. Anna am Aigen, Straden und Tieschen den gemeinsamen „Seelsorgeraum Mureck“ der „Region Südoststeiermark“ in der Diözese Graz-Seckau.

## Architektur
Die über eine Treppenanlage erreichbare Kirche ist ein historistischer Bau mit einer gering gegliederten Fassade. Die Jahreszahl 1895 über dem Doppelfenster gibt das Jahre an, in dem das Langhaus gebaut wurde. Nördlich ist der dreigeschoßige Turm über quadratischem Grundriss mit Doppelfenstern und einem Pyramidenhelm angebaut, der 1907 an dieser Stelle neu errichtet wurde.
Das Langhaus im Inneren zeigt sich saalartig mit einer Flachdecke auf Wandpilastern und hohen rundbogigen Fenstern an der Südseite. Nordseitig davon befindet sich eine längliche Werktagskapelle. Der eingezogene dreijochige Chor besitzt einen 3/8-Schluss mit einem Stichkappengewölbe und ist die ehemalige Dorfkapelle. Der Türsturz des Südportals mit der Jahresangabe 1862 stammt vom ehemaligen Zugang dieser Vorgängerkapelle.
Für die Planung der Kirche 1894 scheinen der Konservator Johann Graus und der Grazer Baumeister Robert Mikovics verantwortlich gewesen zu sein, auch wenn dies archivalisch nicht eindeutig belegt ist.
An der Nordseite des Chores ist ein zweigeschoßiger Pfarrhof angebaut, der als Franziskanerkloster gedient hat und seit 2015 für das Projekt „Himmlisch urlauben“ der Pfarre genutzt wird.

## Ausstattung

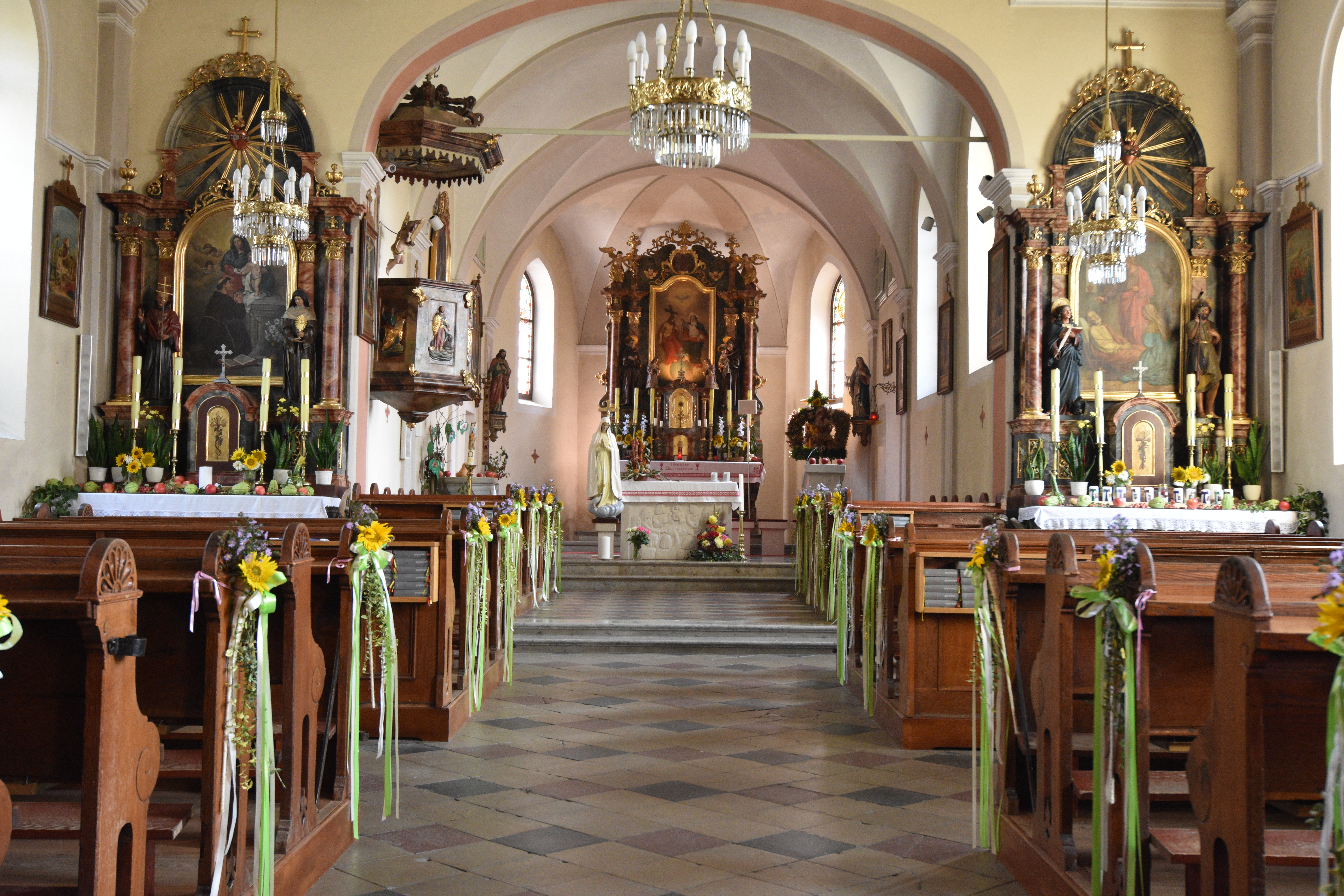
Die Innenansicht

Die neubarocke Einrichtung stammt überwiegend aus der Bauzeit. Der neobarocke Hochaltaraufbau entstand bereits 1866 für die erste Kapelle. Das Altarbild zeigt das Kirchenpatrozinium, die Heiligste Dreifaltigkeit. Es wurde 1866 vom Wiener Kunstverein angekauft. Die Franziskanerheiligen Franziskus von Assisi und Antonius von Padua wurden 1899 gemeinsam mit dem Tabernakel hinzugefügt.
Der linke Seitenaltar, der Marien- oder Antoniusaltar, zeigt als Bild die Maria mit Kind, die dem hl. Antonius von Padua erscheint, und wurde 1898 von Jan von Rotky gemalt. Die Statuen zeigen die hll. Bonaventura und Klara von Assisi.
Das Mittelbild des rechts stehenden Josefsaltar zeigt den Tod des hl. Josef sowie die Statuen des Evangelisten Johannes und Johannes´des Täufers. Die beiden Buntglasfenster im Presbyterium wurden 1905 von der 1. Steirischen Glasmanufaktur Ferdinand Koller in Graz hergestellt.
Als Feiermitte dient seit 1994 ein Zelebrationsaltar (Volksaltar), den der Stradener Bildhauer Hannes Rauch aus weißem Marmor geschaffen hat. Passend dazu ist auch der Ambo von diesem gestaltet.
Zwei Bilder des steirischen nazarenischen Malers Josef Tunner aus dem 3. Viertel des 19. Jahrhunderts sind im Pfarrhof in Verwahrung.
Etwa 30 Meter nördlich der Kirche steht eine neun Meter hohe Statue des heiligen Franz von Assisi.